# Mikrovlnná astronomie
Mikrovlnná astronomie představuje oblast astronomického zkoumání, která k výzkumu vesmíru využívá mikrovlnné záření. Navazuje milimetrovou a submilimetrovou astronomii a pokračuje radioastronomií.
Mikrovlnné zdroje představují mezihvězdné molekuly, které vydávají záření při přeskoku mezi dvěma rotačními energiemi. Zásadní význam ovšem má mikrovlnná astronomie při studiu reliktního záření.